# John Dermot Lardner-Burke
John Dermot Lardner-Burke, auch Lardner Burke (* 13. Februar 1889 in Grahamstown, Kapkolonie; † 19. August 1967 in Springfontein, Südafrika), war ein Journalist und Politiker in Südwestafrika. Von 1923 bis 1924 war er Bürgermeister von Windhoek, der Hauptstadt des seit 1990 unabhängigen Namibias.

## Biografie
Lardner-Burke wurde am St.Andrew’s College und dem Rhodes University College in Grahamstown ausgebildet. Er war Rechtsanwalt.
Lardner-Burke war Herausgeber (1920–1950?) des Windhoek Advertisers. Er war Vorsitzender der South West Africa League, die sich ab Ende der 1940er Jahre vehement gegen die Rückkehr Deutschlands nach Afrika einsetzte. Lardner-Burke war das Sprachrohr der englischsprachigen Einwohner des Landes. Politisch erlangte er vor allem durch die Einrichtung der Lardner-Burke-Kommission, offiziell Social Security Commission, Bekanntheit. Diese beschäftigte sich von 1945 bis 1947 mit der Sozialabsicherung der Weißen in Südwestafrika.
Nach Lardner-Burke ist eine Straße in Windhoek-Pionierspark, einem Stadtteil der Hauptstadt Windhoek benannt.